# Porella pinnata
Porella pinnata är en bladmossart som beskrevs av Carl von Linné. Porella pinnata ingår i släktet porellor, och familjen Porellaceae. Inga underarter finns listade i Catalogue of Life.